# (11830) Jessenius
(11830) Jessenius est un astéroïde de la ceinture principale.

## Description
(11830) Jessenius est un astéroïde de la ceinture principale. Il fut découvert le 2 mai 1984 à l'Observatoire Kleť par Antonín Mrkos. Il présente une orbite caractérisée par un demi-grand axe de 2,26 UA, une excentricité de 0,18 et une inclinaison de 8,7° par rapport à l'écliptique.

## Compléments